# Coleophora clypeiferella
Coleophora clypeiferella é uma espécie de mariposa do gênero Coleophora pertencente à família Coleophoridae.